# Перуджа, Винченцо
Винченцо Перуджа (итал. Vincenzo Pietro Peruggia; 8 октября 1881, Думенца, Ломбардия — 8 октября 1925, Сен-Мор-де-Фоссе) — итальянский музейный работник, художник-декоратор. В 1911 году совершил кражу картины Леонардо да Винчи «Мона Лиза».

## Кража «Моны Лизы»

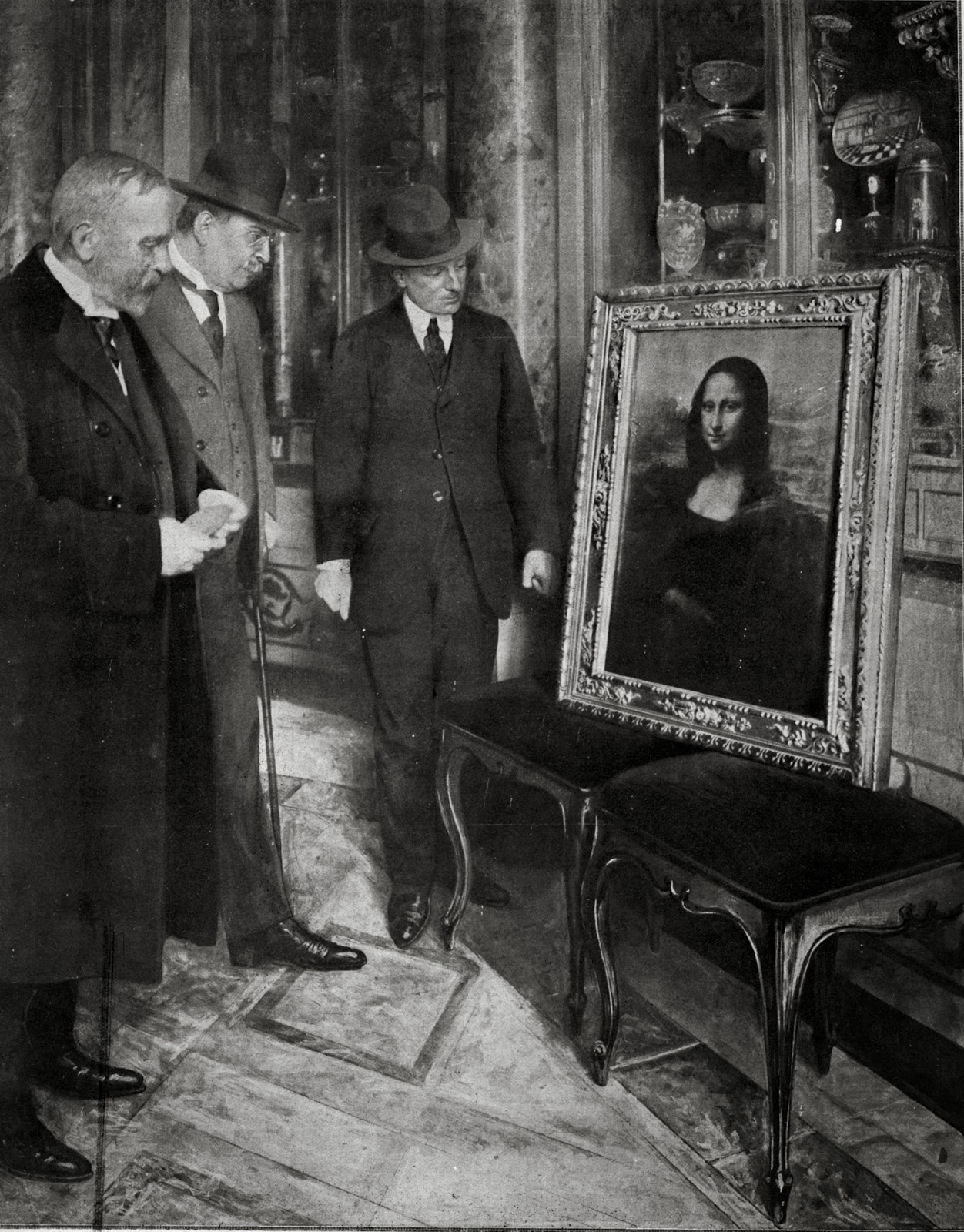
Мона Лиза в галерее Уффици во Флоренции, 1913 год. Директор музея Джованни Поджи (справа) осматривает картину

В 1911 году Перуджа совершил то, что позднее назвали величайшим хищением произведения искусства в XX веке. Согласно первичной версии полиции, бывший работник Лувра спрятался в музее в воскресенье, 20 августа, зная, что музей будет закрыт на следующий день. Согласно допросу Перуджи во Флоренции после его ареста, он вошёл в музей в понедельник, 21 августа 1911 года, около 7 часов утра, через дверь, которую использовали другие работники Лувра.
Он рассказал, что был одет в один из белых халатов, которые обычно носили музейные работники, ничем не отличавшийся от одежды других сотрудников музея. Когда Большая галерея Лувра, где экспонировалась «Мона Лиза», опустела, он снял картину с четырёх железных колышков, прикреплявших её к стене, и перенёс на ближайшую служебную лестницу. Там он снял защитный чехол и раму. Позже некоторые свидетели сообщали, что он спрятал картину под своим халатом. Однако Перуджа был ростом 1 метр 60 сантиметров, а «Мона Лиза» имеет размеры приблизительно 77 см × 53 см, поэтому она не поместилась бы под стандартной одеждой, которую носят люди его роста. Сам похититель заявил, что снял халат, обернул им картину, сунул свёрток под мышку и покинул Лувр через ту же дверь, в которую и вошёл. Перуджа спрятал картину в своей квартире в Париже.

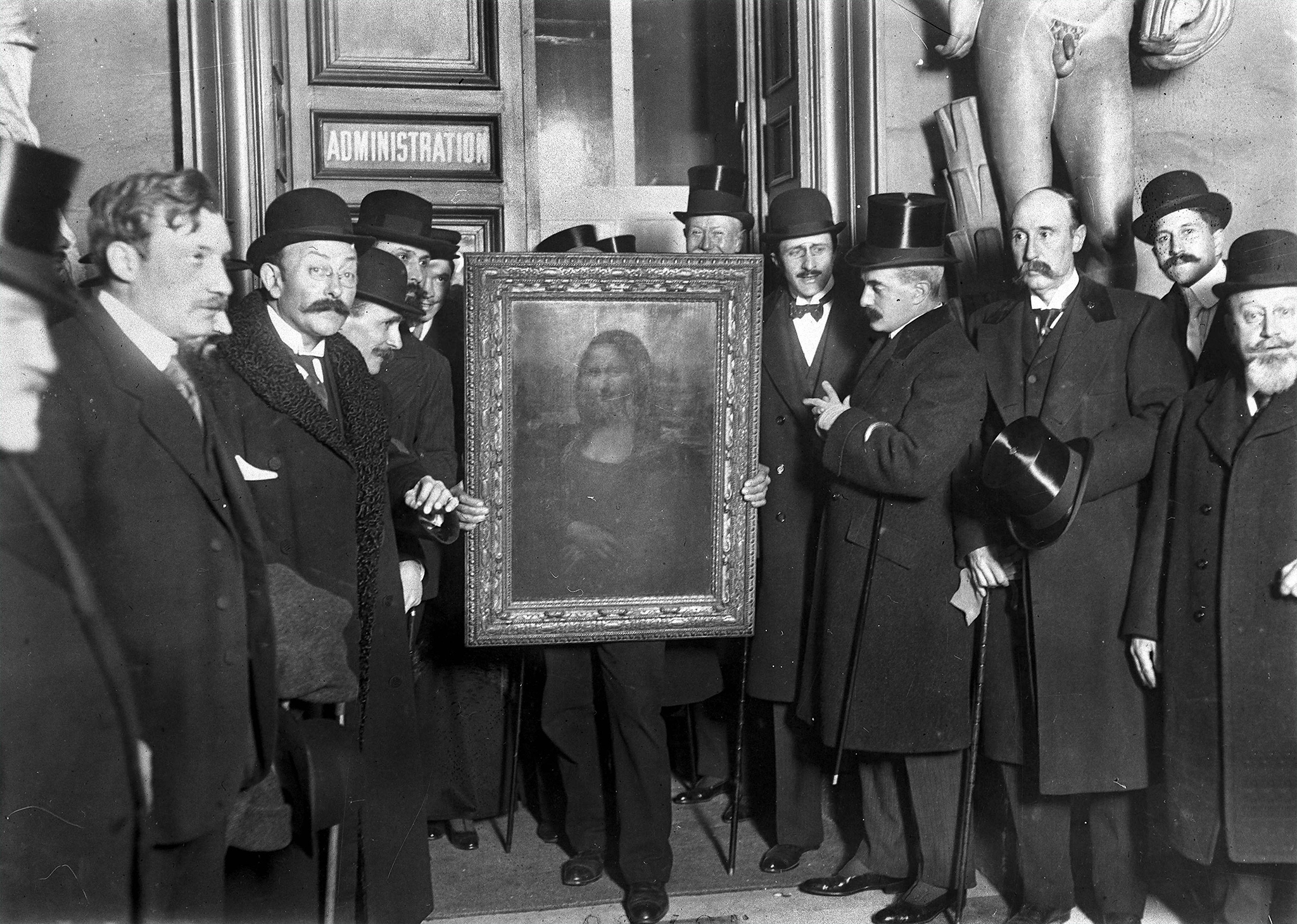
Мона Лиза вернулась в Лувр

Картину он хранил в сундуке в своей квартире в течение двух лет, потом перевёз её в Италию. Некоторое время он хранил произведение искусства в своей квартире во Флоренции. Вор был пойман, когда связался с Марио Фрателли, владельцем художественной галереи во Флоренции.
Согласно версии Фрателли, мотивом преступления Перуджи было желание вернуть картину на её «историческую родину», однако при этом он рассчитывал и на вознаграждение. Фрателли призвал на помощь Джованни Поджи, директора галереи Уффици, который подтвердил подлинность картины. Поджи и Фрателли, взяв картину на «хранение», сообщили в полицию, которая арестовала Перуджу. После реставрации картина была выставлена по всей Италии, затем была возвращена в Лувр в 1913 году.
Хотя картина считалась шедевром и до кражи, её известность ограничивалась кругом людей, профессионально связанных с миром искусства. Широкое внимание, которое она получила благодаря прессе и широкомасштабному полицейскому расследованию, и значительный общественный интерес помогли ей стать одной из самых знаменитых в мире.

### Мотивы
Существуют две преобладающие теории относительно кражи «Моны Лизы». Сам Перуджа заявил, что пошёл на преступление из патриотических соображений: он хотел вернуть картину для показа в Италии «после того, как она была украдена Наполеоном» (когда Перуджа работал в Лувре, он узнал о том, что Наполеон присвоил многие итальянские произведения искусства во время наполеоновских войн). Винченцо, возможно, был искренен в своих мотивах и не знал, что Леонардо да Винчи направил эту картину в подарок Франциску I после переезда во Францию, чтобы стать художником при королевском дворе, в XVI веке, за 250 лет до рождения Наполеона.
Эксперты подвергли сомнению мотив «патриотизма» на том основании, что если бы он был истинным, то Перуджа передал бы картину итальянскому музею, а не попытался бы получить прибыль от её продажи. Вопрос о деньгах подтверждается также письмами, которые Перуджа отправлял своему отцу после кражи. 22 декабря 1911 года, через четыре месяца после кражи, он написал, что в Париже «я сделаю своё состояние». В следующем, 1912 году он написал: «Я клянусь, что вы будете жить долго и наслаждаться той наградой, которую ваш сын скоро получит для вас и для всей нашей семьи».
Во время суда обвинение в определённой степени согласилось с тем, что Перуджа совершил преступление по патриотическим мотивам, и вынесло ему мягкий приговор. Его отправили в тюрьму на один год и 15 дней, но в Италии его провозгласили большим патриотом, и он отсидел в тюрьме всего семь месяцев.
Позже возникла другая теория. Кража могла быть спровоцирована или спланирована Эдуардо де Вальфьерно, аферистом, который поручил французскому фальсификатору Иву Шодрону сделать копии картины для их последующей продажи вместо пропавшего оригинала. Стоимость копий увеличилась бы, если бы оригинал был украден. Эта теория полностью основана на статье 1932 года бывшего журналиста Карла Декера в издании The Saturday Evening Post. Декер утверждал, что знал Вальфьерно и слышал от него эту историю в 1913 году, пообещав не печатать её, пока не узнает о смерти Вальфьерно. Однако у этой версии нет ни единого внятного подтверждения.

## Жизнь после кражи
Через короткое время Перуджа был освобождён из тюрьмы, служил в итальянской армии во время Первой мировой войны, был пленён войсками Австро-Венгрии, провёл в плену два года, до момента окончания войны. Позже женился, имел дочь Селестину, вернулся во Францию и продолжал работать художником-декоратором, используя своё настоящее имя Пьетро Перуджа. Умер 8 октября 1925 года в возрасте 44 лет в городе Сен-Мор-де-Фосе, Франция. Был похоронен на кладбище Конде в Сен-Мор-де-Фоссе, Франция.